# Kontinentalgermanische Mythologie
Unter kontinentalgermanischer Mythologie ist die vorchristliche Mythologie der germanischen Stämme auf dem Gebiet der heutzutage deutschsprachigen Gebiete, Polens, Tschechiens, Nordostfrankreichs und der Beneluxländer zu verstehen. Dabei sind folgende Zeitperioden zu unterscheiden.
1. Eisenzeit (800 v. Chr. bis Christi Geburt). Aus dieser Periode sind überwiegend archäologische Funde wie z. B. aus Opfermooren bekannt.
2. Römische Kaiserzeit (50 v. Chr. – 450 n. Chr.). Hauptquelle ist die Germania von Tacitus und mehrere Weihesteine.
3. Frühmittelalter (ab 450 bis zur Christianisierung). Verschiedene Quellen, wie Runeninschriften, Zaubersprüche, Glossen.
4. Hochmittelalter und frühe Neuzeit: Verdecktes Weiterleben von einigen Numina im Volksglauben und in Sagen. Diese wurden in der folgenden Periode gesammelt. Weitere Erkenntnisse können mittels der Sprachgeographie gewonnen werden.
5. In der Neuzeit sind die Glaubensvorstellungen der germanischen Mythologie weitestgehend erloschen. Mit Jacob Grimm begann ihre wissenschaftliche Erforschung. Seither gibt es auch Gruppierungen, die versuchen, die „alte Religion“ wiederzubeleben (Neopaganismus, Germanisches Neuheidentum).

## Vorrömische Eisenzeit
Aufgrund sprachwissenschaftlicher Befunde kann geschlossen werden, dass damals die Namen der Hauptgottheiten wie Wodan-Odin, Ziu-Tyr, Donar-Thor und Frija-Frigg in der Sprache gebräuchlich waren. Ob und in welcher Form sie verehrt wurden, ist noch nicht umfassend erforscht. Begleitfunde zeigen allerdings, dass die Germanen anthropomorphen Gottheiten in Form von einfachen menschenähnlichen Holz-Idolen (sog. Pfahlgötzen) opferten. Im Opfermoor von Oberdorla (Thüringen), welches spätestens im 6. Jahrhundert v. Chr. eingerichtet worden war, wurde neben vielen kleinen Holzklotz-Idolen aus der keltischen Eisenzeit ein großes weibliches Idol mit einem bronzenen Halsreif aufgefunden. Dieses wurde um 75 v. Chr. ersetzt durch zwei Astgabel-Idole, ein weibliches und ein phallisches. Im benachbarten Opfermoor von Possendorf (Thüringen) aus dem 1. Jahrhundert v. Chr. wurde ein Pfahl-Idol mit Frauenkopf und angesteckten, erhobenen Armen gefunden. Im Wittemoor (Niedersachsen) des 2. Jahrhunderts v. Chr. dagegen stellten die Funde ein eher abstrakteres, brettartiges Götterpaar dar. Reichhaltiger sind die Funde in Dänemark.

## Römische Kaiserzeit
Die vermutete Auflösung des „Keltischen Riegels“ durch die Römer und deren Versuch Germanien bis an die Elbe zu unterwerfen, führte zu neuen Impulsen, auch in der Religion (Runen, Wochentage). Das Opfermoor von Oberdorla wurde um 30 v. Chr. offenbar erstmals gewaltsam zerstört. Während der Römerzeit lösten sich die laut Tacitus bestehenden alten (kultischen) Stammesverbände der Irminonen, Istwäonen und Ingwäonen auf und wurden abgelöst durch Groß-Stämme wie Franken und Alamannen. Geiseln und germanische Krieger in römischen Diensten brachten neue religiöse Ideen mit (z. B. der Alamannenkönig Serapio, der nach dem ägyptischen Gott Serapis benannt ist).

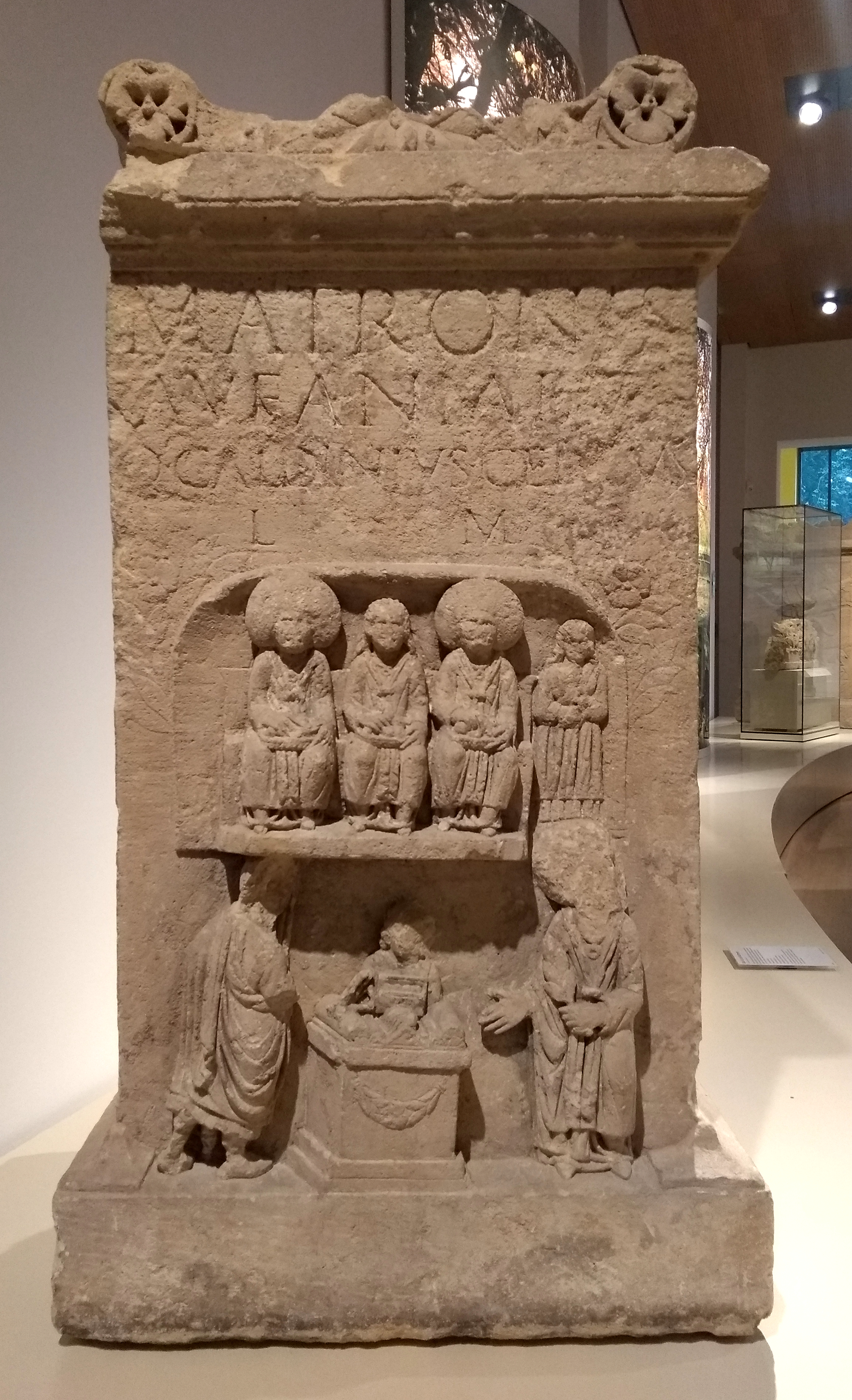
Römerzeitlicher Altar der Ubier aus Bonn

Hauptquelle ist Tacitus, der in seiner Germania ausführlich über einige germanische Kulte berichtet. Die Hauptgottheiten benennt er nach antiker Gepflogenheit mit römischen Namen, es sind dies Mercurius, Mars, Hercules und Isis. Aber er kennt auch die kultische Umfahrt der Erdgöttin Nerthus bei den Angeln und Varinern, beschreibt den schauderhaften Kult des Regnator omnium deus („der allbeherrschende Gott“) bei den Semnonen und Sueben und berichtet, wie beim friesischen Hain der Baduhenna 900 römische Soldaten niedergemetzelt wurden.
Während der Römischen Kaiserzeit wurden auch die germanischen Wochentagnamen gebildet. Daraus kann die Existenz folgender westgermanischer Gottheiten für die Römerzeit als gesichert gelten: 1) Sol: *Sunna – 2) Luna – *Mâno 3) Mars: *Tîw oder *Þings – 4) Mercurius: *Wôðan – 5) Iuppiter: *Þonar – 6) Venus: *Frîja – 7) Für Saturnus wurde keine Entsprechung gefunden. Bemerkenswert ist, dass der germanische Donnergott *Þonar sonst mit dem römischen Helden und Halbgott Hercules gleichgesetzt wurde.
Hatte das Opfermoor von Oberdorla während seiner ersten 500 Jahre eine ruhige Zeit mit langsamen Veränderungen, so durchlebte es nun eine wildere Zeit mit mehreren Zerstörungen. Nach dem Sieg der Hermunduren über die Chatten im Jahre 58 n. Chr. erreichte das Heiligtum eine neue Blütezeit. Rund 25 Opferstätten entstanden um den damaligen See. Der Hauptkult galt einer männlichen Triade (sowie einem Schwertidol) und es wurden Menschen, Rinder sowie andere Tiere geopfert. Mit dem Verschwinden der Hermunduren um 180 n. Chr. wurde auch das Heiligtum aufgegeben. Die neuen Bewohner der Umgebung errichteten nun ein großes rechteckiges umhegtes Heiligtum mit einem weiblichen Kantholz-Idol, das nach gallorömischer Art gearbeitet war. Neben diesem Idol, dem Ochsen, Eber, Hirsche und Vögel geopfert wurden, wurde auch eine Priesterin begraben. Offenbar im Jahre 406 wurde die ganze Anlage im Zuge der Völkerwanderung vernichtet. Danach bestanden für kurze Zeit zwei schiffförmige Heiligtümer mit einem Pfahlidol mit dem Kopfe eines Hengstes und einer Göttin.
- Germanische Gottheiten in der antiken Literatur: Mercurius – Mars – Hercules – Isis – Regnator omnium deum – Tuisto – Mannus – Nerthus Terra Mater – Baduhenna – Tamfana – Alcis.

Auf römischem Gebiet siedelnde Germanen errichteten nach gallorömischer Sitte Weihesteine ihren Gottheiten, vorab lokalen Muttergottheiten (Matronae, Matres). Eine klare Abgrenzung zu gallischen Gottheiten ist hier nicht immer möglich.
- Germanische Gottheiten auf römerzeitlichen Weiheinschriften (Auswahl): Mercurius Channinus – Mercurius Cimbrianus – Mars Thingsus mit den beiden Alaisiagae – Hercules Magusanus und seine Begleiterin Haeva – Hludana – Requalivahanus – Nehalennia – Alateivia – Vihansa – Hariasa. – Mütter: Afliae – Vatviae – Saitchamiae und viele andere.

## Frühmittelalter
Nach turbulenten Umwälzungen der Völkerwanderungszeit gewannen die Franken unter den Merowingern nach und nach die politische Macht über Mitteleuropa, das zudem immer mehr unter den Einfluss des Christentums geriet. So bildet denn diese Periode religionsgeschichtlich gesehen den Übergang vom germanischen Heidentum zum Christentum, mit unterschiedlichen Entwicklungen bei den verschiedenen Stämmen. Längere Zeit existierten beide Religionen nebeneinander und nicht selten kam es zu Vermischungen (Synkretismus). Der Zusammenbruch des Römischen Reiches führte zu einer vorübergehenden Verarmung der materiellen Kultur.

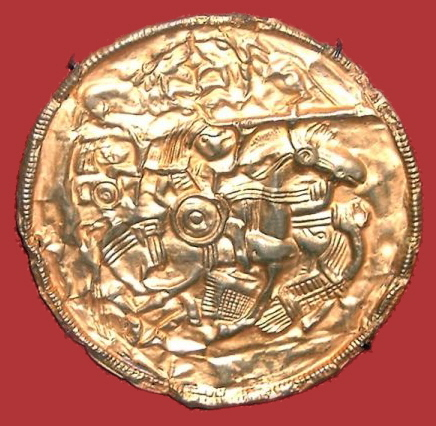
Reiter mit mythischem Wesen auf der alamannischen Reiterscheibe von Pliezhausen

Ab der 2. Hälfte des 5. Jahrhunderts bestand das Heiligtum am Opfermoor von Oberdorla nur noch aus einem einfachen rechteckigen Zaun im damaligen See. Innerhalb dieses Zaunes wurden dann verschiedene Opfer versenkt. Nach der Christianisierung zerfielen alle Baulichkeiten, doch wurden ununterbrochen – wohl heimlich – noch bis ins 11. Jahrhundert kleinere Opfergaben niedergelegt.
Die literarischen Zeugnisse sind etwas bunter aber dennoch spärlich. Der Langobarde Paulus Diaconus erzählt wie der Göttervater Wodan von seiner Frau Frea überlistet wurde und er so den Langobarden nicht nur ihren Namen, sondern auch den Sieg verlieh. Einen aufsehenerregenden Fund bietet die Runeninschrift auf einer Fibel aus Nordendorf, die die Götter Wodan und Wigi-Þonar nennt. Gleichzeitig, als diese Fibel ins Grab gelangte, wurde der irische Missionar Columban bei Bregenz Zeuge eines Bieropfers an Wodan. Nicht minder erschreckte ihn, dass in der dortigen Aurelius-Kirche neben dem christlichen Gott auch heidnische Götter verehrt wurden. Und ein Gesetz von Karl dem Großen über Unzucht meint, dass diese von einem Manne namens Fricco herrührten, ein deutlicher Hinweis auf den phallischen Fruchtbarkeitsgott, wie er z. B. auch im Tempel zu Uppsala in Schweden verehrt wurde.
Der Zweite Merseburger Zauberspruch erzählt, wie Wodan und Phol in den Wald ritten und einen kleinen Unfall erlitten, woraufhin sich mehrere Göttinnen ans Werk machten, doch erst die Zauberkenntnisse von Wodan verhalfen dem gestrauchelten Pferd wieder auf die Beine. Der alemannische Pariser Segen gegen Fallsucht beginnt mit dem stabreimenden Anruf des Donnergottes: „Doner diutigo diete wigo!“ (Donar Vertrauter, Volks-Kämpfer!)
Aus den überlieferten frühmittelalterlichen Quellen sind folgende mythische Gestalten bekannt:
- Gottheiten: Wodan/Gaus – Donar – Frija – Sunna – Saxnote – Hirmin – Fositæ – Fricco – Idisi sowie die nur im zweiten Merseburger Zauberspruch überlieferten Namen Phol, Volla und Sinhtgunt, über deren Bedeutung keine gesicherten Erkenntnisse vorliegen.
- Mythische Helden: Wieland der Schmied – Langobarden: Gungingi: Ibor und Agio sowie deren Mutter Gambara – Sachsen: Hathagat, Iring.
- Mythischer Berg: Himilinberc.
- Literarisch genannte Kultplätze: „Donareiche“ (Robur Iovis) in Hessen – Irminsul bei den Sachsen, Hain der Nerthus bei den Langobarden.

Die wichtigsten Zeugnisse dieser Zeit sind:
- Texte: Langobarden: Paulus Diaconus; Origo Gentis Langobardorum; Edictus Rothari – Alemannen: Vita Columbani; Pariser Segen – Franken & Thüringer: Merseburger Zaubersprüche – Sachsen: Abrenuntiatio Sax.; Widukind von Corvey; Rudolf von Fulda – Friesen: Vita Willibrordi.
- Runeninschriften: Nordendorf – Pforzen – Balingen – Schretzheim
- Brakteaten: Daxlanden – Welschingen – Aschersleben – Obermöllern

Obwohl die Goten zu den Ostgermanen zählen, seien sie hier aufgelistet. Gottheiten: Gapt – Ansis – Dounabis (die Donau). Quellen: Jordanes, Runeninschrift von Pietroassa; röm. Schriftsteller.
Siehe auch die Südgermanische Gottheiten in der frühmittelalterlichen Überlieferung.
Ausdrücke aus der Kosmologie und Eschatologie: Erde und Himmel: ahd. ero ⁊ ufhimil, as. ertha endi uphimil, got. airþa jah himins; Erde als Wohnort der Menschen: ahd. mittigart, as. middilgart, got. midjungards; Unterirdische Totenwelt: ahd. hellea, as. hellia, got. halja; Weltuntergang: ahd. muspilli, as. mutspelli. Als literarische Zeugnisse liegen vor das Wessobrunner Schöpfungsgedicht (Kosmogonie) und das in Stabreimen abgefasste Muspilli (Eschatologie).
Nicht direkt zur Mythologie gehören Heldensagen, die teilweise auf historischen Personen basieren (Etzilo, Dietrîch von Berne, Hiltibrant, Nebulones, Gibicho, Gunthari, Walthari Manufortis).

## Weibliche Volksglaubensgestalten im Mittelalter
Im Mittelalter und der frühen Neuzeit waren im gesamten deutschen Sprachgebiet Sagen über weibliche Numina weit verbreitet. In Süddeutschland war das entsprechende Numen unter dem Namen Perchta bekannt, in Mitteldeutschland unter dem Namen Frau Holle und in Norddeutschland unter verschiedenen Namen wie Frau Herke/Harre, Frau Frick(e), Frau Gode/Wode. Insbesondere Frauen brachten ihnen auch noch in christlicher Zeit kleinere Speiseopfer dar. Die Kirche bekämpfte solche Handlungen energisch und bezeichnete sie als Aberglauben.
Diese Numina traten nach den Sagen und Erzählungen insbesondere in den Zwölften auf und kontrollierten, ob das zu dieser Zeit bestehende Spinnverbot eingehalten wurde. Zudem bestraften sie faule Spinnerinnen, indem sie ihnen die Rocken verwirrten. Verstöße gegen Festspeisegebote, aber auch Unsauberkeit und Ungehorsam bei Kindern bestrafen diese Gestalten, indem sie den Schuldigen den Bauch aufschlitzen, das Gegessene herausnahmen und stattdessen Kehricht oder ähnlich wertlose Substanzen einfüllten.
Sie waren auch für die Fruchtbarkeit im Land zuständig, sorgten für eine gute Getreideernte, spendeten Regen und ließen es schneien. Es wird auch berichtet, dass Frau Holle Kuchen, Blumen oder Obst schenkt und insbesondere Frauen und Mädchen hilft, ihnen „so manches gutes Jahr“ wünscht und sie gesund und fruchtbar macht.
Die Volksglaubensgestalten gelten nach anderen Sagen auch als Bringerin der Kinder, bzw. führen die Seelen der ungetauft gestorbenen Kinder mit sich.
Erika Timm, Professorin für Germanistik an der Universität Trier, hat zahlreiche Belege zu diesen Volksglaubensgestalten ausgewertet. So sind Frau Holle und Frau Percht mit Sicherheit bis ins 13. Jahrhundert zurück schriftlich belegt, möglicherweise sogar bis ins 11. Jahrhundert. Des Weiteren konnte sie mit der Methode der Sprachgeographie feststellen, dass diese Gestalten mindestens bis zur zweiten Lautverschiebung (7. Jahrhundert) zurückreichen müssen.
Sie geht davon aus, dass der Name Holle (in etwa: die Huldvolle) ursprünglich ein Beiname der germanischen Göttin Frigg war. Dieser hat sich nach der Christianisierung verselbständigt, unter anderem deshalb, weil es jetzt nicht mehr ratsam war, den Namen einer „heidnischen“ Göttin zu nennen oder sie gar anzurufen. Denn das wäre als Götzendienst sanktioniert worden.
Nach dem gleichen Muster hatte sich die im süddeutschen und alpenländischen Raum bekannte Perchta (etwa: die Glänzende) aus einem anderen Beinamen von Frigg entwickelt, mit der Besonderheit, dass bei dieser Figur auch noch zusätzlich Glaubensvorstellungen aus dem keltischen Noricum eine Rolle spielten.
In Norddeutschland stellt sich die Situation etwas komplizierter dar. Das Stammesherzogtum Sachsen war in vorchristlichen Zeiten ein Zentrum der Wodansverehrung. Wodan hat in den Regionen des späteren Schleswig-Holstein und des nördlichen Niedersachsen viele Funktionen anderer Götter an sich gerissen, so auch die Spinnstubenkontrolle in den Zwölften (=Kontrolle der Einhaltung des Spinnverbotes), die ansonsten das Refugium von weiblichen Numina blieb. Deshalb sind sie dort unbekannt. Etwas weiter südlich tritt dann Frau Wode/Gode auf. Hierbei handelt es sich offenbar auch um die Göttin Frigg, die ja die Frau von Wodan war. Sie hat zwar ihren Namen verloren, ist aber noch als weibliche Gestalt erkennbar. Noch etwas weiter südlich wird die entsprechende Volksglaubensgestalt Frau Herke/Harre genannt. Dieser Name leitet sich nach Auffassung von Erika Timm ab vom Herlequin, dem Anführer der Wilden Jagd, also auch von Wodan. In drei weit voneinander entfernten kleineren Gebieten war Frigg noch unter ihrem richtigen Namen bekannt.
Erzählungen über die oben genannten Numina wurden insbesondere in den Spinnstuben tradiert, denn das war nahezu der einzige Raum, in dem Frauen und Mädchen ungestört miteinander kommunizieren konnten. In Regionen, in den solche Spinnstuben nicht üblich waren, weil es nur Einzelhöfe gab (so in Westfalen), verblasste der Glauben an diese Gestalten relativ frühzeitig.

## Neuzeit
Hintergrund: Nach der völligen Christianisierung lebten alte mythologische Ideen nur noch im Volks(aber)glauben weiter und es kann kaum von einer einheimischen Mythologie gesprochen werden. Mit dem Bekanntwerden der nordischen Götterliedersammlung Edda wurde in Deutschland das Interesse für eine „Deutsche Mythologie“ geweckt, das Jacob Grimm gründlich untersuchte. Sein dreibändiges Werk legte nicht nur den Grundstein der modernen (süd-)germanischen und angelsächsischen Religionsforschung, sondern auch das Interesse und die Phantasie deutscher Künstler und Romantiker.

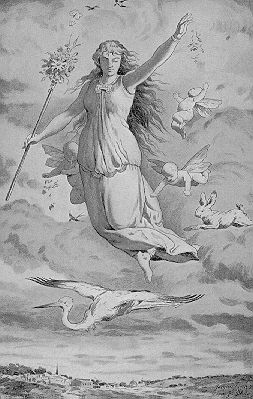
Ostara

Die damals noch junge Forschung postulierte neben den in den vorhergegangenen Kapiteln genannten Gottheiten auch solche wie Ostara oder Hertha. Diese haben ihren Ursprung teilweise in der Folklore (Hulda, Berchta, Fricka), falschen Lesungen und Interpretationen alter Schriften (Hertha, Fosta) oder Vermischung mit slawischen Sagengestalten (Siwa). Mit der Zeit verschwanden diese Gestalten aus wissenschaftlichen Arbeiten.
Mit dem Aufkommen des Romantischen Zeitalters und später des Nationalismus wurden von Künstlern zum Teil regelrecht neue Mythologien entwickelt. So haben die Werke des Musikers Richard Wagner zwar germanische Gottheiten und Helden als Vorbild, aber die Wagnersche Mythologie hat mit der altgermanischen nicht mehr viel gemein. Aber auch Maler und andere Künstler wurden von der deutschen Mythologie angeregt. Selbst der Psychologe Carl Gustav Jung verfasste 1936 einen Aufsatz namens Wotan und Jung arbeitete länger mit dem Indologen Jakob Wilhelm Hauer zusammen, welcher die Deutsche Glaubensbewegung gründete. Doch aufgrund der politischen Situation in Deutschland zog sich Jung schließlich von Hauer zurück.
- Gestalten der germanischen Mythologie bei Richard Wagner im Ring des Nibelungen: Wotan, Fricka, Freia, Froh, Donner, Erda, Loge.
- Historisch nicht bezeugte Pseudogottheiten: Allemann Hercules, Biel, Cisa, Fosta, Hama, Hertha, Jecha, Krodo, Lollus, Ostara, Reda, Reto, Ricen, Satar, Siwa, Stuffo, Teut, Thisa u. v. a. m.